# Saudade

Saudade (1899), d'Almeida Júnior.

«Saudade» (del portuguès saudade) és un terme de difícil definició empleat en portuguès i en gallec, que expressa un sentiment afectiu primari, proper a la malenconia, estimulat per la distància temporal o espacial a alguna cosa estimada i que implica el desig de resoldre aquesta distància. Sovint comporta el coneixement reprimit de saber que allò que s'enyora potser mai tornarà. L'escriptor portuguès Manuel de Melo la va definir l'any 1660 com «bem que se padece e mal de que se gosta» (bé que es pateix i mal que es gaudeix). És considerada com una de les paraules més emprades en la música i poesia amorosa, tant portugueses com gallegues. Al Brasil se celebra el dia de la saudade el 30 de gener.
Com a exemple de la riquesa i profunditat del seu significat es pot esmentar el moviment estètic i literari de principis del segle xx a Portugal conegut com a saudosisme, promogut especialment per l'escriptor Teixeira de Pascoaes.

## Etimologia
No existeix un consens ampli entre els diferents autors sobre l'origen de la paraula saudade.
La hipòtesi que explica el seu origen a partir de la paraula llatina solitate, solitud, és defensada per nombrosos autors des de mitjan segle xix fins als nostres dies. Aquesta hipòtesi està molt estesa, però poc fonamentada. A manera d'exemple, la hipòtesi evolutiva exposada per A. Cortesao l'any 1900 (Solitate > suïdade > soadade > suadade > saüdade) es considera avui totalment inversemblant. Fins i tot entre els partidaris del seu origen llatí existeixen divergències quant a les relacions cronològiques de les diverses formes i als seus respectius significats.
Carolina Michaëlis de Vasconcellos defensava en 1922 l'origen de la paraula saudade en el plural femení llatí solitatem, en un assaig que sobrepassava amb molt la simple anàlisi etimològica, endinsant-se en la literària. C. Basts tractava en 1914 les relacions entre les diferents formes de la paraula saudade en gallec i portuguès. José Luis Varela adverteix sobre la impossibilitat d'un origen en solitatem. Segons Joaquim de Carvalho, la paraula deriva de l'adjectiu i adverbi llatí solu, que lliga el significat de saudade al de soidade. Karl Vossler esmenta al·lusions a la veu àrab saudá, que significa hipocondria, malenconia, descoratjament, malament de cor. També parla de la influència de la paraula suau, del llatí suavis, per l'ús que van fer d'aquesta els provençals i els humanistes.
En l'actualitat es consideren tres hipòtesis que no recorren a processos d'evolució fonètica regular per explicar la forma moderna de la paraula saudade:
- Adaptació a una millor adequació fonètica simbòlica: procés d'aproximació a formes més harmòniques a l'oïda. Actualment aquesta és la hipòtesi més estesa.
- Analogia amb altres paraules que comencen amb saud- en portuguès i gallec: possible influència de salutare, salute, salutate, sanitate...
- Influència literària, amb la «falsa llatinització» de oi en au, al contrari del canvi habitual de au en oi.

Abans d'arribar a la forma actual, es varen fer servir en diferents moments i llocs soëdade, soidade i suidade. La primera es conserva en la poesia antiga com a arcaisme fins ben entrat el segle xv i és recuperada per Rosalía de Castro i Treballs Enríquez en la seva poesia. La segona va ser empleada per Do Dinis. La tercera també va ser empleada per Rosalía de Castro. Al segle xiv apareix, al costat d'aquesta última, la forma saudade, que s'imposarà finalment.

## Característiques

### Perspectiva antropològica
L'explicació antropològica del terme i les seves possibles causes va ser objecte de nombroses conjectures. D'aquestes, algunes la buscaven en raons de causa, com les que parlen del paisatge maternal, la situació d'aïllament o la por al mar; unes altres són de tipus històric, com la suposició del celtisme, les conquestes i descobriments de Portugal o la preservació de la identitat enfront del castellà; unes altres són de tipus sociològic, com l'emigració o la insolidaritat social; o de tipus psicològic, com el caràcter introvertit, els diversos intents de retorn a la seguretat bàsica mitjançant l'instint de la mort, del que parlava el doctor Novoa Santos, o el retorn subconscient al si matern.
Altres explicacions tenen en compte les possibles equivalències amb característiques emocionals d'altres llocs, en particular amb els quals caracteritzen a un poble: el hiraeth gal·lès (el sentiment d'haver perdut alguna cosa que un tenia i que ja no és seva), la dór romanesa, la sehnsucht germànica, la señardá asturiana o l'enyorança catalana.
En paraules de Don Duarte, rei de Portugal, «suidade propriamente he sentido que o coraçom filha por se achar partido da presença d'algùa pessoa ou pessoas que muito per afeiçom ama, ou espera cedo de seer [partido]»
(la solitud pròpiament és el sentiment que el cor sent per estar separat de la presència d'alguna persona o persones que estima amb gran afecció, o pel fet que espera que aquesta separació succeeixi aviat). Molts autors han indagat sobre el motiu de l'aparició del sentiment conegut com a saudade, especialment sobre la seva identificació geogràfica amb el nord-oest de la península Ibèrica. És habitual atribuir tal explicació a l'origen cèltic del poble gallec. S. G. Morley, parlant de Rosalía de Castro, afirma que els avantpassats cèltics dels actuals gallecs van deixar en aquests una passivitat i una malenconia molt diferents de la manera de ser robusta dels castellans. Per a Joaquim de Carvalho, l'explicació d'aquesta localització no és aliena a l'origen cèltic. Unamuno suposa l'origen de la saudade en les formes del paisatge gallec, «un paisaje habitable, que seduce como un nido incubador de morriñas y saudades» (un paisatge habitable, que sedueix com un niu incubador d'enyorances i saudades). En la mateixa línia, Gerald Brenan veu en la saudade un origen indubtablement climàtic: els vents atlàntics li proporcionen a Galícia i a Portugal el mateix esperit lànguid que a Irlanda i a les illes Hèbrides. També es troba en els diàlegs de Martín Codax amb el seu mar.
En qualsevol cas, la saudade apareix com un fenomen característic de l'àmbit cultural galaic-lusità, incloent en aquest àmbit les terres d'ultramar. La diferència més significativa entre la saudade i altres estats propers a la nostàlgia radica en com la perceben les persones que la senten. S'ha detectat una percepció positiva de la saudade entre grups d'emigrants brasilers, de fet, és percebuda amb freqüència com una part substancial de la identitat nacional del Brasil. L'objecte de la saudade no és una persona o una cosa concreta, sinó una referència simbòlica al lloc d'origen.

### Perspectiva filosòfica
Ramón Piñeiro va escriure en 1953 un assaig titulat Per unha filosofía da saudade, que és considerat com la més profunda recerca sobre aquest tema des d'una perspectiva filosòfica. Segons diu Piñeiro, la saudade és un estat d'ànim derivat d'un sentiment de solitud. Per punt, les diverses formes de solitud deriven en diferents maneres de saudade: la que l'home aprecia en les seves circumstàncies (objectiva), i la que viu en la seva intimitat (subjectiva). La freqüent identificació entre saudade i la morriña castellana neix de la confusió de termes propers, però el que caracteritza a la morriña és la tristesa depressiva, mentre que la solitud està caracteritzada per la manca de significació psicològica. La identificació de la saudade amb la sehnsucht dels alemanys, proposta en el seu moment per José Luis Varela, l'allunya de la seva accepció de nostàlgia d'un bé perdut per considerar-la la cerca d'un objecte desconegut que se sent necessari. Celestino Fernández de la Vega, per part seva, identifica la saudade amb l'angoixa com l'entenia Heidegger, sense reparar que la saudade manca de la dimensió temporal de l'angoixa.
En continuïtat amb el pensament de Piñeiro, el Pare Antonio Pereira Dias de Magalhâes se centra més en una saudade «positiva», la de l'esperança i del sentiment de presència de Déu. Altres autors han formulat teories com la de la «interpretació panteista» de Daniel Cortezón o les de Paul Tillich i Hans Urs von Balthasar sobre el coratge i l'angoixa, respectivament.
L'any 1980, Andrés Torres Queiruga va pronunciar un discurs amb motiu del seu nomenament com a acadèmic de la Reial Acadèmia Gallega titulat Nova aproximación a unha filosofía da saudade. Precisament va ser Ramón Piñeiro l'encarregat de rebre'l a l'Acadèmia. L'autor, en les seves pròpies paraules, «havia volgut aportar alguna clarificació sistemàtica amb vista a una delimitació fenomenològica i a una clarificació ontològica de l'experiència de la saudade». Torres Queiruga aborda el dilema de la saudade entesa com a singularitat del poble galaic-lusità. Segons ell mateix diu, si la saudade és alguna cosa exclusiva i peculiar deixa d'ésser humana i comunicable, apareix com alguna cosa superficial en la seva particularitat; però si, per contra, és alguna cosa universal es perd un dels signes més diferenciatius de la literatura i de la cultura gallegues. A la llum de la classificació de Scheler, que diferencia sentiments sensibles, corporals i vitals, anímics i espirituals, Torres Queiruga localitza la saudade entre aquests últims i identifica en ella una intencionalitat concreta: la d'experimentar al subjecte en si mateix. En un recorregut per la literatura galaico-portuguesa descobreix el seu caràcter paradoxal, que explica bé la tendència de la saudade a la polarització.

### Perspectiva literària

#### Literatura medieval
En les cantigues d'amor i en les cantigues d'amic, de marcada influència provençal, se suposa un profund convencionalisme formal. Malgrat això, Menéndez Pelayo percep en elles un fons de malenconia, especialment en les imitacions populars dels grans cançoners galaico-portuguesos. Altres autors com Alda Tesán i Rodrigues Lapa consideren que les cantigues d'amor contenen un fons de major versemblança psicològica, més allunyada de convencionalismes cortesans. Per a Salvador de Madariaga la influència francesa no va ser més que un estímul que va arrelar en els sentiments i en les tendències innates del poble gallec. Pierre Li Gentil, en parlar de la tradició lírica de la península Ibèrica, afirma que les cantigues d'amor i d'amic renuncien a buscar la dificultat i només conreen un reduït nombre de recursos, amb el que el resultat no és una poesia intel·lectual.
La poesia de Bernal de Bonaval, eminentment amorosa, expressa amb freqüència la saudade que l'enamorat pateix per l'absència de la seva estimada, lamentant fins i tot els dies viscuts abans de conèixer-la. Aquest sentiment és el que Dom Duarte anomena «saudade trista»: «quando aquela lembrança faz sentir grande desejo (...) de tornar a tal estado ou conversaçom, con esta suidade vem nojo ou tristeza máis que prazer» (quan aquell record fa sentir gran desig (...) de tornar a tal estat o conversa, amb aquesta solitud ve enuig o tristesa més que plaer). En les cantigues de Pedro de Ver, la mare de l'enamorada li pregunta el motiu d la seva saudade, que no és altre que l'absència del seu estimat. El trobador Nuno Fernandes Torneol i el joglar Johan Guineu també recorren a la saudade nascuda de l'absència. Les Sete cantigas de amigo de Martín Codax són totes, en boca de Carolina Vasconcelos, queixes saudoses, laments, sospirs exhalats per boques femenines que, en contacte amb la naturalesa, parlen a les ones del mar en monòlegs en els quals confessen amargors i esperances, a fi d'alleujar el cor oprimit. En l'extensa obra de Don Dinís de Portugal hi ha un intent destacable d'interpretar de manera fidel la ment femenina, construint una definició poètica de la psicologia amorosa.
Ja entre els autors inclosos habitualment a l'escola galaico-castellana, Macías O Namorado i Juan Rodríguez del Padrón van treballar també amb el tema de la saudade amorosa. Macías és continuador de la tradició lírica galaico-portuguesa, a la qual afegeix una visió romàntica que no requereix absència ni separació per a sentir la «negror de l'ànima». Rodríguez del Padrón tanca l'últim capítol de l'escola galaico-portuguesa, encara que només es conserven composicions seves en castellà. Va traslladar a les seves cobles una vaguetat mística i un sentimentalisme apassionat que són hereus de l'escola que el va precedir.

#### Rexurdimento
Centenars d'anys més tard, al segle xix, es va produir la renaixença de les lletres gallegues, entre autors que no eren coneixedors d'aquesta rica producció medieval (els Cancioneiros no havien sortit encara dels arxius). Aquesta literatura de nou encuny, especialment la poesia, va recollir de nou la saudade com a tema, encoratjada pel romanticisme en voga. L'obra dels primers poetes del Rexurdimento s'inspira en el sentiment de la terra i de la raça, sigui per nostàlgia d'un passat llegendari o per separació de la terra pàtria. L'emigració gallega a Amèrica durant les últimes dècades del segle xix desperta sentiments de pèrdua en els quals marxen, però també en els quals queden, i els uns i els altres seran proclius a rebre de grat les composicions poètiques que reflecteixen aquest sentiment. A més, freqüentment els poetes responen a personalitats nostàlgiques que busquen reconstruir en la seva poesia un temps i un lloc que no troben al món en el qual viuen.
La poesia de Francisco Añón, a qui la seva atzarosa vida el va portar a vegades lluny de la seva terra, està sempre impregnada d'una nostàlgia dels temps perduts i d'un desig de retornar. La seva obra va tenir especial ressò entre els emigrants gallecs a Amèrica, que trobaven en expressades en ella les sensacions que experimenten els que viuen lluny de la seva terra. La de Juan Manuel Pintos és una poesia més descriptiva, però inspirada en els infortunis de la gent del camp. Alberto Camino reprèn a O desconsolo el motiu medieval de la saudade de l'enamorat per l'absència de la seva estimada, ara allunyada d'ell per la mort, motiu més romàntic, o el dolor de la mare que perd al seu fill, a Nai chorosa, o la solitud de l'emigrat en Lexos d'ela, escrita probablement durant la seva estada a Madrid.
En l'obra de Rosalía de Castro, especialment en les seves composicions poètiques, la saudade està molt present, fruit possiblement d'una personalitat neurótica. Robert Havard analitza aquesta presència en la seva poesia i aprecia en ella aspectes relatius a l'orfandat, a la desolació, al martiri i al pecat. Les vicissituds vitals de Rosalía i, sobretot, la seva condició de filla espúria, que la va mantenir allunyada de la seva mare, li originarien un sentiment d'abandó i de pèrdua que va quedar expressat en la seva poesia com un desig de recuperar alguna cosa perdut, com saudade del que ja es va anar. Segons Torres Queiruga, «Rosalía és una mística que no va passar de la nit fosca. (...) Seria suficient amb comparar la seva simbologia amb la de Joan de la Creu en aquesta etapa: desert, set, abisme, sepulcre, ombra, manca d'aire, aigua que ofega, foc que abrasa, nit, mort, lluita... són temes del místic que tots ells poden trobar versos paral·lels en la poetessa».

## ElSaudosismo
El Saudosismo és un corrent cultural, literària, política i filosòfica nascuda del neoromanticisme. El Saudosismo va tenir com a òrgan d'expressió la revista A Águia, fundada l'any 1910, en un ambient regirat per la recent proclamació de la República Portuguesa, els posteriors intents de restauració monàrquica i la proximitat de la Primera Guerra Mundial. Els seguidors d'aquest moviment s'agrupaven en la Renascença Portuguesa, que pretenia «revelar l''ànima lusitana", integrar-la en les seves qualitats essencials i originàries».
El poeta Teixeira de Pascoaes, figura central del Saudosismo, parlava des de les pàgines de A Águia de l'«ànima excepcional, instintivament naturalista i mística, que va crear la saudade, promesa d'una nova civilització lusitana». Des de 1911 A Águia seria l'òrgan d'expressió de la Renascença. El Saudosismo va ser definit per Pascoaes com a celebració de la saudade, en la qual veia «la pròpia sang espiritual de la Raça; el seu estigma diví, el seu perfil etern». Si la saudade és un fenomen eminentment portuguès, expressaria l'ànima lusitana.
En una vaga definició, Pascoaes afirma: «Jo vaig anomenar Saudosismo al culte de l'ànima pàtria representada per la Saudade erigida en Persona divina i orientadora de la nostra activitat literària, artística, religiosa, filosòfica i fins i tot social».